# Acrolophus umbratipalpis
Acrolophus umbratipalpis är en fjärilsart som beskrevs av Walsingham 1891. Acrolophus umbratipalpis ingår i släktet Acrolophus och familjen Acrolophidae. Inga underarter finns listade i Catalogue of Life.